# Deutsche Rundschau in Polen
Deutsche Rundschau in Polen (początkowo, 1876–1920: Bromberger Tageblatt) – bydgoski dziennik niemieckojęzyczny ukazujący się w latach 1876–1944. Jeden z organów prasowych Zjednoczenia Niemieckiego.

## Historia
Początki tej gazety sięgają 1 października 1876 roku, kiedy ukazał się opublikowany przez Carla Dombrowskiego Bromberger Tageblatt. 1 listopada 1876 r. gazeta została przejęta przez Augusta Dittmanna. Od 1 lipca 1894 r. istniała w Bydgoszczy także gazeta Ostdeutsche Rundschau. Obie gazety połączyły się 1 stycznia 1920 r. w nową gazetę Ostdeutsche Rundschau-Bromberger Tageblatt. Ta gazeta została następnie przemianowana 5 czerwca 1920 r. w Deutsche Rundschau in Polen. W okresie międzywojennym nakład gazety sięgał 25.000 egzemplarzy. Dziennik miał charakter antypolski. Ostatnie wydanie ukazało się 2 września 1939 r. Następcą była Deutsche Rundschau, wydawana od 8 września 1939 r. do 27 grudnia 1944 roku.